# Yannick Marie
Yannick Marie (* 22. Februar 1985 in Bordeaux) ist ein französischer Bahn- und Straßenradrennfahrer.
Yannick Marie wurde 2003 französischer Meister in der Mannschaftsverfolgung der Juniorenklasse. 2005 gewann er den Titel in der U23-Klasse. Auf der Straße gewann Marie 2007 den Grand Prix des foires d’Orval. Im nächsten Jahr gewann er jeweils eine Etappe bei der Trophée de l'Essor und bei der Tour des Pyrénées. In der Saison 2009 fuhr er für das französische Nachwuchsteam VC La Pomme Marseille. Hier gewann er je einen Tagesabschnitt der Vuelta a Toledo und des Giro della Valle d’Aosta. Außerdem gewann er eine Etappe der Tour de Moselle und konnte so auch die Gesamtwertung für sich entscheiden.

## Erfolge – Bahn
2003
- Französischer Meister – Mannschaftsverfolgung (Junioren) mit Mickaël Delage, Mickaël Malle und Jonathan Mouchel

2005
- Französischer Meister – Mannschaftsverfolgung (U23) mit Cédric Agez, Jonathan Mouchel und Fabien Patanchon

## Erfolge – Straße
2008
- eine Etappe Tour des Pyrénées

2009
- eine Etappe Giro della Valle d’Aosta